# Cobalt (bande dessinée)
 (mai 2013).
Si vous disposez d'ouvrages ou d'articles de référence ou si vous connaissez des sites web de qualité traitant du thème abordé ici, merci de compléter l'article en donnant les références utiles à sa vérifiabilité et en les liant à la section « Notes et références ».

Cobalt est une série de bande dessinée  écrite par Greg et dessinée par Walter Fahrer, parue pour la première fois en 1971 dans le journal de Tintin.

## Synopsis
Cobalt et son adjointe Paprika mènent des enquêtes dans le monde entier pour retrouver des personnes disparues.

## Personnages
- Robert Cobalt : Il se qualifie lui-même : "Intelligent, viril et sobre. Mériterait une substantielle augmentation."
- Paprika : Assistante de Cobalt. "Sa bouche pulpeuse ne sert qu'à conduire à son estomac et, quand elle n'est pas pleine, à proférer des sottises.", estime Cobalt.
- Dabel : Patron du "Service des Personnes Disparues" où travaille Cobalt. "Il a l'haleine forte. Quand on a travaillé pour lui, on peut TOUT affronter.", estime Cobalt.

## Historique de la série
Une histoire courte [Cobalt, bec et ongles (8 pages)] et 4 histoires longues [Fugue à quatre mains (45 pages), Le trésor du cobra (30 pages), L'assassiné récalcitrant (30 pages) et Le zombie magnifique (30 pages)] ont été publiées entre 1971 et 1975 dans le journal de Tintin.

## Albums
- 1976 : "Fugue à quatre mains" (album broché dans la collection "Jeune Europe" aux éditions Le Lombard et Dargaud).
- 1981  : "L'assassiné récalcitrant" (album cartonné, n° 7 de la "Collection Aventures" aux éditions Dargaud ; contient "L'assassiné récalcitrant" et "Le zombie magnifique").
- 1982 : "Fugue à quatre mains" (album cartonné, n° 11 de la "Collection Aventures").

L'histoire "Cobalt, bec et ongles" n'a été publiée en album qu'en 2016 (dans l'album La grande aventure du journal Tintin aux éditions du Lombard).
L'histoire "Le trésor du cobra" n'a jamais été publiée en album.